# ŠT 180

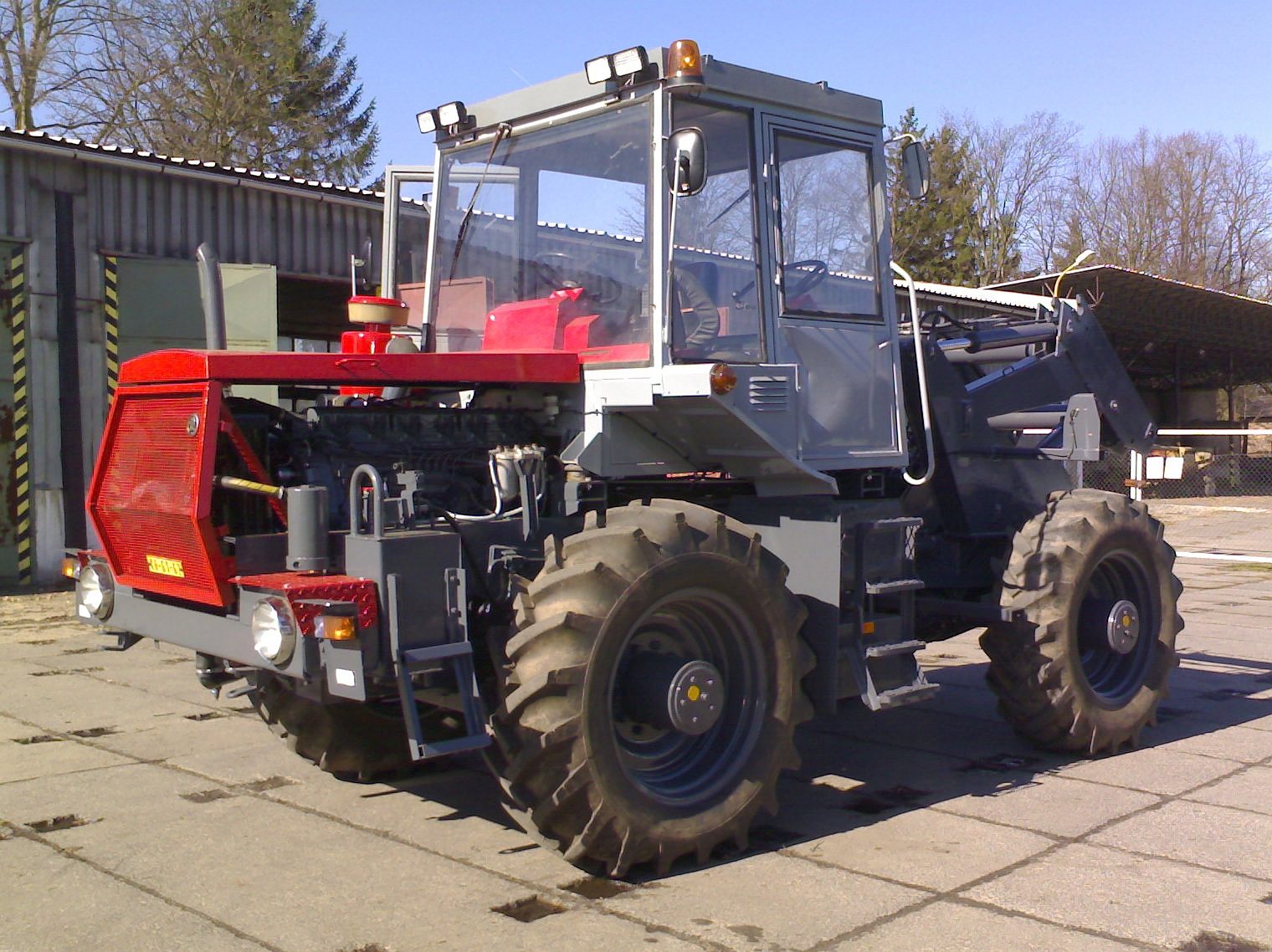
Nakladač ŠT 180 N po repasi

ŠT 180 byl těžký kolový traktor (tahač), vyvinutý a vyráběný v Československu v letech 1968 až 1992. Kód názvu znamená Škoda – traktor (popřípadě tahač) a číslice udává přibližný výkon motoru v koních, v tomto případě tedy 180 k (132 kW). Byly odvozeny i silnější typy LT 190 (rozeznatelný např. podle delšího předního převisu s původním lichoběžníkovým designem kapoty) a roku 1981 byl představen LT 230, který se od předchozích modelů na první pohled liší hranatou přední motorovou kapotou a výrazným předním převisem. Nedostaly se však do sériové výroby a byly vyrobeny jen v řádu jednotek až desítek kusů.

## Popis

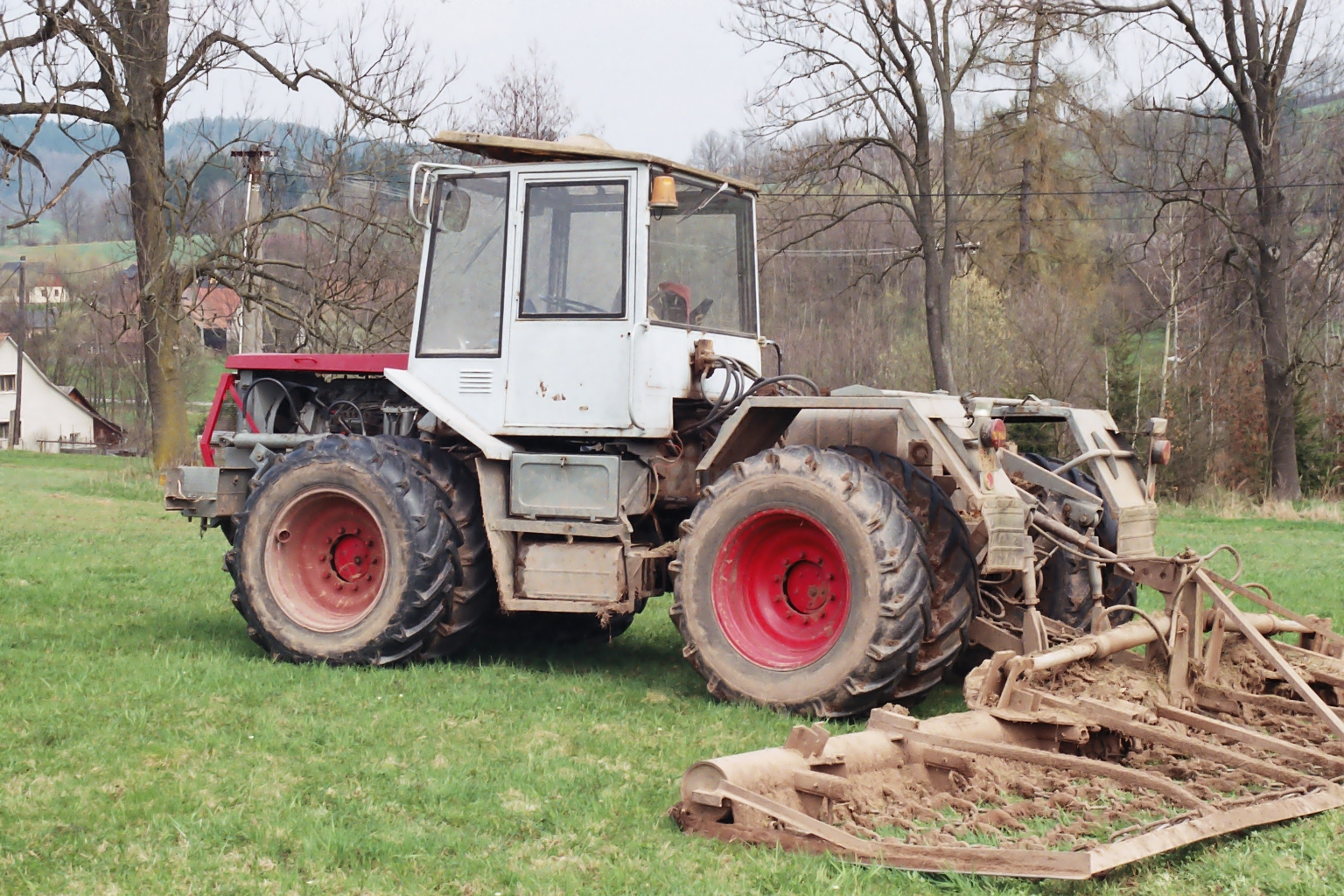
ŠT 180 s dvojmontážemi kol a zapřaženými bránami

Zemědělský kolový tahač je dvounápravový, s tuhou konstrukcí rámu a uprostřed umístěným otočným mezinápravovým čepem, který zajišťuje rejd.
Vpředu umístěný motor je řadový vodou chlazený vznětový šestiválec LIAZ M634 o výkonu 180 k bez přeplňování, který přes jednolamelovou spojku, pětistupňovou nesynchronizovanou převodovku Praga s redukcí před převodovkou (pneumaticky ovládaný "půlič", tj. celkový počet převodových stupňů 10+2) a přes rozdělovací redukční převodovku Škoda pohání diferenciály (s uzávěrkou a převodem 9/41 zubů) obou náprav stejným výkonem. Nápravy jsou typu LIAZ/Madara, v kolech jsou použity kolové redukce (planetové soukolí) se silným zpřevodováním dopomala. Pro snížení měrného tlaku na půdu lze tahač snadno vybavit dvojmontáží kol.
Mezi motorem a kloubem je připevněna dvoumístná, bohatě prosklená kabina s dokonalým výhledem všemi směry. U novějších modelů je kabina osazena dvěma stanovišti řidiče: pro manipulaci (normální přeprava vpřed) a pro práci (proti směru jízdy - práce s nástavbou). Přepínání řízení mezi předním a zadním stanovištěm se provádí ručně (ventilem – děličem tlaku) a musí se tak konat při stání tahače/nakladače.
Na zadní části rámu jsou vyvedeny 2 hydraulické výstupy pro nářadí, závěs pro přívěs a hydraulicky ovládaná ramena pro připojení pracovních strojů a nářadí.
Nejvyšší konstrukční rychlost je 25,72 km/h (u pozdějších modelů však řidiči nikterak výjimečně dosahovali až 40 km/h, při těchto rychlostech je však jízda tahače velmi nestabilní a nebezpečná pro okolí, proto byla vyšší rychlost i zakazována).

## Vznik

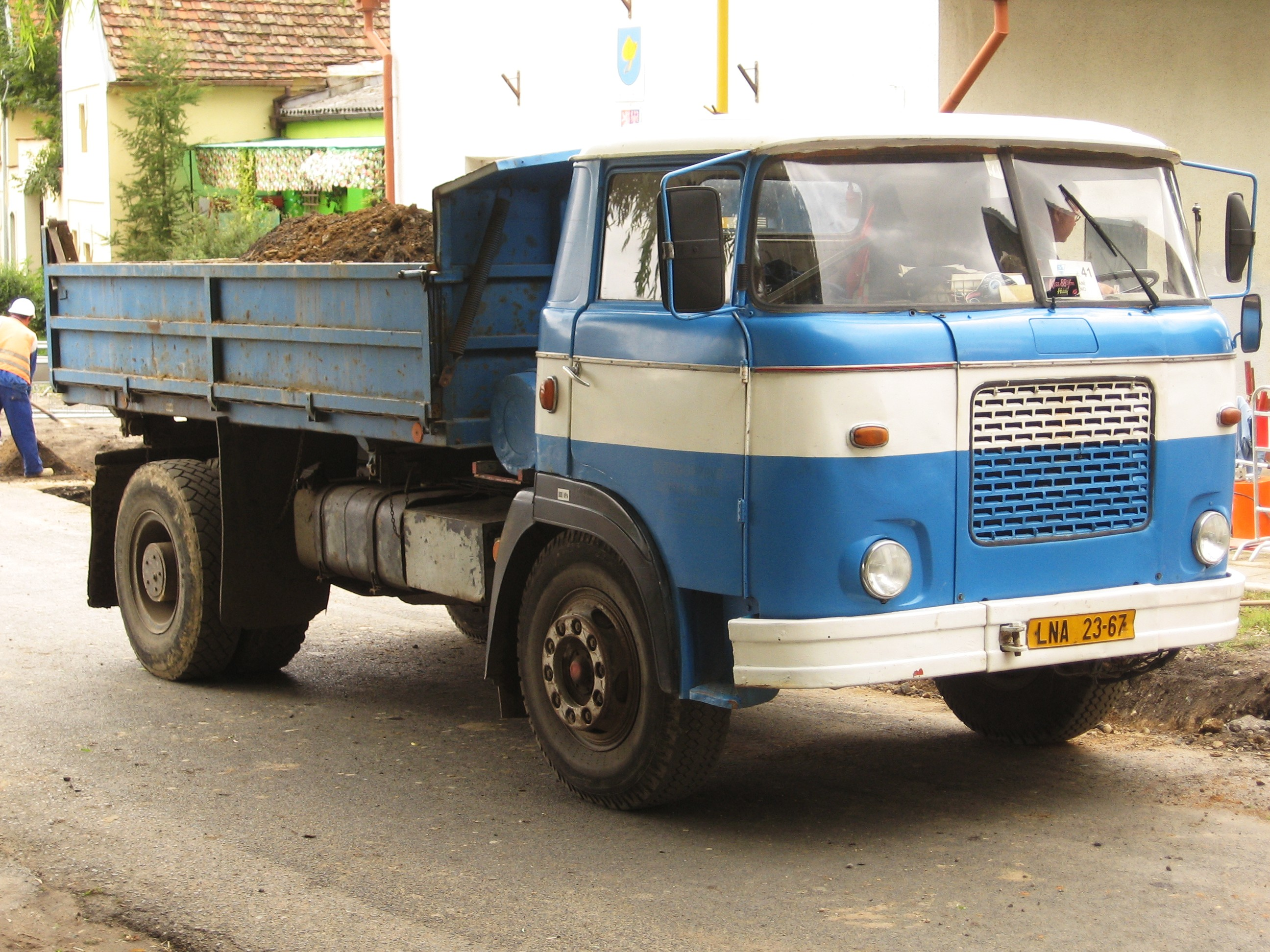
Nákladní automobil LIAZ MT, z jehož komponentů je traktor ŠT 180 postaven

Nápad postavit takový tahač vznikl roku 1968 ve východočeském JZD Dolany u Jaroměře a vzešel od tamního uznávaného konstruktéra a mechanizátora Karla Žďárského – základní ideou bylo postavit speciální víceúčelový zemědělský tahač s využitím maximálního počtu dílů ze sériových nákladních vozů (v tomto případě LIAZ 706 MT). Tento nápad se zalíbil i tehdejšímu ministru zemědělství a výživy Borůvkovi a pod jeho patronací byl postaven první funkční vzorek, který byl již na podzim 1969 představen veřejnosti na brněnském strojírenském veletrhu.
Přímo se tak navazovalo i na usnesení XIV. sjezdu KSČ ohledně "dalšího rozvoje zemědělské mechanizace, zejména obnovy zastaralého traktorového parku novými, technicky dokonalými a výkonnými traktory". V té době bylo zemědělství postaveno hlavně na traktorech Zetor 50 či pásových traktorech Stalinec - postupně se sice na trh uváděly nové výkonnější traktory jako např. Zetor 4511, ale výkonově ani dodanými počty stále nepostačovaly - velká část produkce byla vyvážena.
Pro nový tahač ŠT 180 měla automobilka LIAZ na starosti výkresovou dokumentaci a základní díly, prototypy pak vznikly už ve spolupráci tehdejší Strojní a traktorové stanice v severočeské Mimoni a automobilky LIAZ Jablonec nad Nisou. Vedoucím konstruktérem ŠT 180 byl Milan Sameš (1935–1994).[zdroj?]

## Výroba
Na základě kooperační dohody, odsouhlasené i vládním usnesením č. 85 z 30. 4. 1970, byla výrobou dílů a finalizací celého tahače pověřena (také) zmíněná STS Mimoň, jako její konkrétní výrobní místo bylo vybráno nové středisko v Doksech, a ve druhém pololetí 1970 tam byla zahájena montáž ověřovací série. Mezi zemědělskými podniky měl tahač rázem úspěch a LIAZ i STS Mimoň byly zavaleny objednávkami natolik, že část výroby dílů musela být přenesena do STS Prunéřov a Boskovice, čímž se kapacity dokského závodu uvolnily pro finální montáž. Přesto probíhala výroba (z dnešního hlediska) poměrně pomalu, v průběhu tří let (1. 5. 1970 - 30. 4. 1973) stihla dokská stanice postavit 426 tahačů. I to však bylo v zemědělství znát, protože jeden tahač dokázal svým výkonem nahradit 2 až 3 pásové traktory při nižší spotřebě paliva a vyšší užitné hodnotě.
Později se výroba rozběhla na tempo 700 – 800 jednotek ročně, nejvyšší roční produkce byla v letech 1978–1979 s cca 830 vyrobenými jednotkami. Vzápětí však výroba razantně poklesla - důvodem bylo jak skokové zdražení nafty, tak i nasycenost domácího trhu a morální i technické zastarání stroje v důsledku minimálních exportních možností. Inovace a modernizace se zaváděly jen ztuha a s velkým zpožděním, například problémy s nesynchronizovanou nespolehlivou převodovkou se nikdy nepodařilo zcela odstranit. Koncem 80. let pak sice výroba dočasně stoupla na cca 400 jednotek ročně, ale po roce 1989 poptávka prudce klesla, v roce 1991 bylo postaveno pouze 20 strojů a následujícího roku byla poslední padesátikusovou sérií produkce tohoto traktoro-tahače ukončena. V průběhu 25 let tak bylo vyrobeno dohromady přes 10.000 vozidel ŠT 180 a všech jejích modifikací.

## Modernizace, prototypy a odvozené typy
Tahač ŠT 180 se potýkal od počátku s problémy, které působila poddimenzovaná převodovka Praga 10P80. Šlo totiž v podstatě o automobilovou převodovku, nevhodnou pro terénní a zemědělský provoz (hlavně pro nemožnost přeřazení pod zatížením). Na přelomu 70. a 80. let sice Praga pracovala na zcela nové řadě převodovek pro užitková vozidla, přičemž jednou z nich měla být i převodovka Praga 13T110 s možností řazení pod zatížením (byla by tedy vhodná pro zemědělský provoz), ale byl pravděpodobně smontován však jen jeden exemplář v roce 1981 a od dalšího vývoje Praga upustila (pravděpodobně pro nedostatek financí na investice). Byla aspoň ověřena možnost chlazení převodového oleje poté, co se zjistilo, že v původní pragovácké převodovce olej snadno dosáhne teploty až 160 °C, což znamenalo rychlé opotřebení a selhání převodů.
Dalším problémem byl motor LIAZ M634. Byl sice poměrně výkonný, ale uživatelé požadovali ještě lepší charakteristiky. Asi v roce 1978 proto vznikl prototyp ŠT 181 s přeplňovaným motorem LIAZ M637T, dvoulamelovou spojkou a upraveným rámem - jenže zvýšení počtu dílů odlišných od automobilových bylo zamítnuto a další vývoj tohoto modelu nepokračoval.
Zřejmě roku 1979 byl postaven funkční vzorek LT 270 s přeplňovaným motorem LIAZ M638 o výkonu 270 k (cca 200 kW). Jeho vyšší výkon by byl v praxi využitelný, ale musely by se na něj předimenzovat ostatní součásti hnacího řetězce a proto byl i tento krok zamítnut. Naopak byl posvěcen vývoj traktoru LT 230 (s motorem LIAZ M638 o sníženém výkonu na 230 k - cca 170 kW), který probíhal i ve spolupráci se ZŤS Dubnica nad Váhom. Stavba pěti prototypů byla dokončena až v roce 1981, přičemž jeden kus byl pro porovnání vybaven zahraniční převodovkou ZF 16S160A, ostatní měly opět (ne)osvědčený model Praga 10P80. Do jednoho z nich však byla později namontována výše zmíněná prototypová převodovka Praga 13T110, která se sice osvědčila, ale její vývoj byl zastaven. Takto osazený tahač nesl označení LT 231. Oponentní řízení proběhlo v roce 1982 a bylo doporučeno pokračovat ve vývoji s plánem roční produkce max. 10 tahačů LT 230, ale další vývoj LT 230 byl velmi pomalý a náběh sériové výroby se stále odkládal.

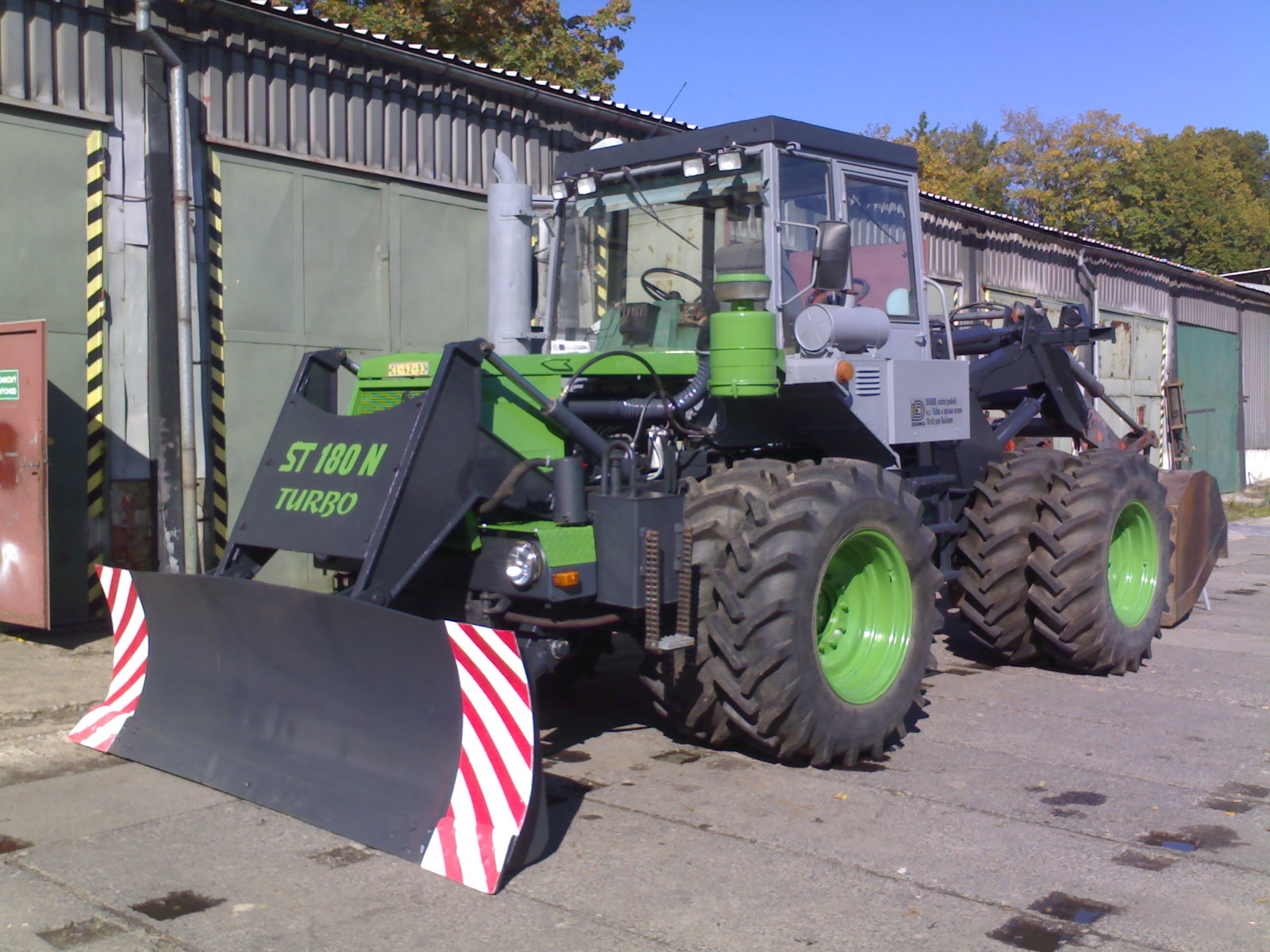
ŠT 180N ve speciální zákaznické úpravě s přední buldozerovou radlicí a zadním nakladačem

Bylo nutno modernizovat alespoň základní tahač ŠT 180. Pokusy o zavedení hydrostatického řízení (či aspoň hydraulického řízení podle licence Sauer), nových kolových redukcí a ložisek vyzněly naprázdno. Namísto toho byl vyvinut podtyp ŠT 180 N se dvěma pracovišti řidiče pro práci v obou směrech a se zdokonalenou hydraulikou: zdvojená nádrž, chlazení zpětné větve hydraulického vedení a hydrostatické řízení pomocí ventilů ORSTA osazených nejprve pod volantem, později (protože při poruchách ojediněle došlo k jejich roztržení) umístěných pod kabinou. Zdrojem tlaku pro hydrauliku (o výši 16 až 20 MPa) je čerpadlo U32/32, poháněné řemenem od motoru. Přesněji řečeno jde o tandem čerpadel, jedna sekce slouží pro řízení a druhá pro pracovní hydrauliku. Ani tato významná, byť nevýrazná modernizace nezachránila v roce 1984 tahač od nelichotivého výsledku povinného hodnocení státní zkušebnou ve III. stupni jakosti, tj. téměř odsouzení k zastavení výroby. 
LIAZ vzápětí inicioval vývoj typu LT 190, jehož hlavní rozdíly měly spočívat ve vhodnějším průběhu točivého momentu přeplňovaného motoru LIAZ M638, dovážené spojce GFM 420, nuceném chlazení oleje v převodovce a dalších změnách, včetně opět dvou pracovišť řidiče. Namísto toho, aby byl dokončen zadaný vývoj tří takových prototypů (už pod názvem FORTIS) a jejich zkoušky plánované na rok 1986, dosáhlo se řešení úřednickou obezličkou a tahač ŠT 180 byl vyjmut z povinného hodnocení, což znamenalo i konec vývoje LT 190.
Nakonec došlo jen na drobné, spíše nevýznamné modernizace a přeznačení tahače na typ ŠT 183 (resp. ŠT 183 N u "dvojvolantové" verze) a později došlo ke zpětnému přeznačení na ŠT 180 model '87. V této podobě byly vyráběny až do ukončení produkce v roce 1991.

## Příslušenství

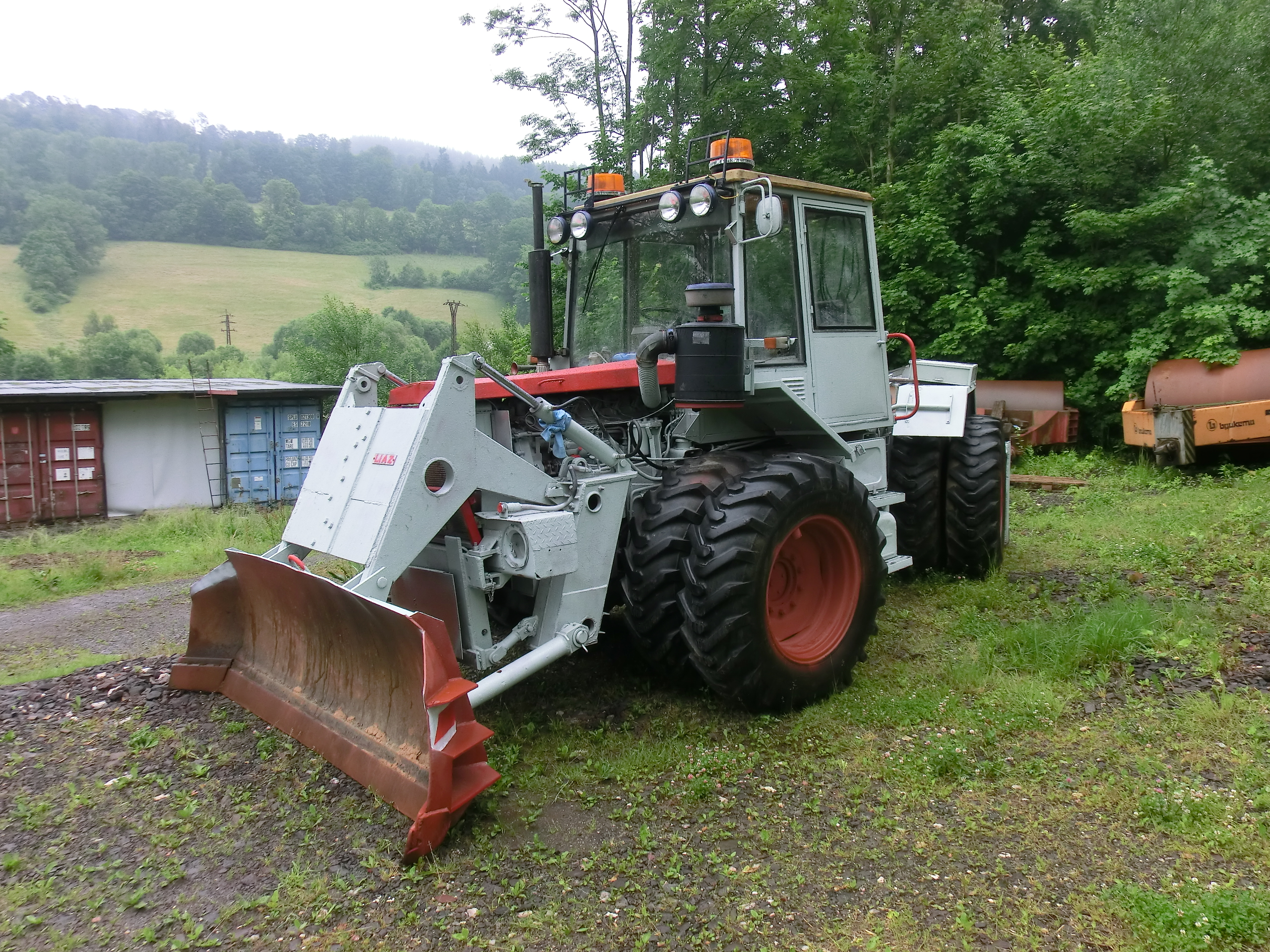
ŠT 180N s budozerovou radlicí

V původní podobě byl tahač určen jako náhrada za starší a méně výkonné typy traktorů. Postupně se však ukazovaly další možnosti, jak tahač využít:
- koncem roku 1972 se s konstruktéry z LIAZu dohodla STS Velké Albrechtice na možnosti zkonstruovat hydraulicky ovládanou buldozerovou radlici pro zemní práce. Závěsnou radlici (šířka 3500 mm, výška 1000 mm, zdvih přes 1000 mm, stavitelnost 30 - 90° vůči ose tahače) předali ke zkouškám již v prosinci 1972, během ledna a února 1973 pak tři nadšení zaměstnanci zkonstruovali prototyp čelně nesené radlice (šířka 3500 mm, výška 1000 mm, zdvih 500 mm, bez hydraulického stavění) – zajímavostí je, že se tak stalo bez jakékoliv oficiální výkresové dokumentace, pouze se skicovanými nákresy, a radlice se zkreslovala až dodatečně. Obě radlice byly úspěšně vyzkoušeny v JZD Slušovice a zavedeny do sériové výroby ve II. pololetí 1973.
- zhruba ve stejné době vyrobila STS Strakonice na základě návrhu Vlastimila Šilhavého z JZD Bělčice první prototypy poloneseného sedmiradličného pluhu (délka v transportní poloze 8200 mm, šířka záběru 2450 mm, konstrukční výška 1530 mm, pracovní rychlost max. 9 km/h) s hydraulickým jištěním těles a kopírovacím zařízením. Byl konstruován právě s přihlédnutím k tehdy impozantnímu výkonu nového tahače Škoda. Vzápětí byla výroba přenesena do STS Chabařovice, kde byla konstrukce pluhu do značné míry přepracována a jeho výroba se zde rozběhla v kooperaci se středisky Benešov nad Ploučnicí a Krásná Lípa, narážela však na stálý nedostatek materiálu (U-profilů, slupic či kombajnových hydraulických válců). Pokrokové elektrohydraulické kopírovací zařízení navíc vyžadovalo úpravu hydraulického rozvaděče na tahači, což byl mnohdy nepřekonatelný problém při zajišťování potřebných dílů.
- později byl vyvinut i desetiradličný pluh, na který však už hydraulika závěsu nestačila. Byl provozován nezvyklým způsobem: každý konec byl zavěšen k jednomu tahači ŠT 180, řidič seděl v předním tahači a zadní tahač ovládal dálkově (zadní tahač byl zpravidla jen podvozek bez kabiny), taková orební souprava nesla označení OS 360. Spojená síla 360 k (264 kW) přinesla další zvýšení výkonnosti zemědělských prací.
- kromě pluhů byla vyráběna i řada dalších nástaveb – především nakládací lžíce různých rozměrů, stohovače slámy s dlouhým výsuvným ramenem, vidlicové zakládací mechanismy, lesnické aplikace atd.

## Modifikace a další použití
Kromě zemědělství se tahač používal i pro další účely – např. Dopravní podnik města Jihlavy s ním dodnes odtahuje nepojízdné autobusy a trolejbusy, v zimě slouží k odklízení a nakládání sněhu apod.
Bylo vyrobeno i několik desítek "tahačů" s prodlouženým rozvorem náprav a delší zadní částí rámu, na který byla posazená objemná vzad sklopná korba. V silničním provozu se tato vozidla téměř neobjevují, vyskytují se pouze na neveřejných účelových komunikacích.